# Fonction symétrique
En mathématiques, une fonction symétrique est une fonction invariante par permutation de ses variables. Le cas le plus fréquent est celui d'une fonction polynomiale symétrique, donnée par un polynôme symétrique.

## Définition
Une fonction {\displaystyle f(x_{1},\ldots ,x_{n})} en n variables est symétrique si pour toute permutation s de l'ensemble d'indices {1, … ,n}, l'égalité suivante est vérifiée :
{\displaystyle f(x_{1},\dots ,x_{n})=f(x_{s(1)},\dots ,x_{s(n)}).}
Pour n = 1, toute fonction est symétrique. Pour n = 2, la fonction {\displaystyle (x,y)\mapsto \mathrm {e} ^{xy}} est symétrique, alors que la fonction {\displaystyle x\operatorname {e} ^{y}} ne l'est pas.
Une équation {\displaystyle f(x_{1},\ldots ,x_{n})=0} est une équation symétrique lorsque la fonction {\displaystyle f(x_{1},\ldots ,x_{n})} est symétrique.

## Exemples
Les fonctions 
{\displaystyle f(x_{1},x_{2})=x_{1}+x_{2}}   et   {\displaystyle f(x_{1},x_{2})=x_{1}x_{2}}
sont symétriques. Le discriminant en trois variables
{\displaystyle f(x_{1},x_{2},x_{3})=(x_{1}-x_{2})^{2}(x_{1}-x_{3})^{2}(x_{2}-x_{3})^{2}}
est aussi symétrique. Un exemple de fonction symétrique, toujours en trois variables, qui n'est pas un polynôme est
{\displaystyle f(x_{1},x_{2},x_{3})=\max\{|x_{1}-x_{2}|,|x_{1}-x_{3}|,|x_{2}-x_{3}|\}}.

## Vérification
Pour vérifier qu'une fonction est symétrique, il n'est pas nécessaire de tester qu'elle est invariante pour chacune des n! permutations de ses arguments. Il suffit de choisir un ensemble de permutations qui engendre le groupe symétrique, et l'on a plusieurs choix pour de tels ensembles.

### Échanges de deux variables
Comme toute permutation est une composée de transpositions de la forme {\displaystyle (i,j)}, une fonction est symétrique dès qu'elle reste inchangée par l'échange de deux variables arbitraires {\displaystyle x_{i}} et {\displaystyle x_{j}}, donc lorsque
{\displaystyle f(\dotsc ,x_{i},\dotsc ,x_{j},\dotsc )=f(\dotsc ,x_{j},\dotsc ,x_{i},\dotsc )}
pour tout {\displaystyle i,j\in \{1,\ldots ,n\}} avec {\displaystyle i<j}. Ceci réduit le nombre de permutations à tester à {\displaystyle n^{2}}.

### Échanges de variables consécutives
Comme toute transposition s'exprime aussi comme une composée de transpositions de valeurs consécutives de la forme {\displaystyle (i,i+1)}, il suffit de considérer des variables consécutives {\displaystyle x_{i}} et {\displaystyle x_{i+1}}. Pour la symétrie, il suffit que les n – 1 égalités 
{\displaystyle f(\dotsc ,x_{i},x_{i+1},\dotsc )=f(\ldots ,x_{i+1},x_{i},\dotsc )}
valent pour {\displaystyle i=1,\ldots ,n-1}.

### Échanges avec une variable fixée
On peut aussi bien considérer les transpositions de la forme {\displaystyle (1,i)}. Une fonction est alors symétrique lorsque l'on peut échanger la première et la {\displaystyle i}-ème variable sans changer la valeur de la fonction, en d'autres termes, lorsque 
{\displaystyle f(x_{1},\dotsc ,x_{i},\dotsc )=f(x_{i},\dotsc ,x_{1},\dotsc )}
pour {\displaystyle i=2,\ldots ,n}. À la place de la première variable, on peut choisir toute autre variable.

### Critère minimal
Un ensemble générateur du groupe symétrique {\displaystyle S_{n}} est formé des deux permutations {\displaystyle (1,2,\ldots ,n)} et {\displaystyle (1,2)}. Il suffit donc, pour qu'une fonction soit symétrique, qu'elle vérifie seulement les deux égalités
{\displaystyle f(x_{1},x_{2},\dotsc ,x_{n})=f(x_{2},\ldots ,x_{n},x_{1})}
et
{\displaystyle f(x_{1},x_{2},\dotsc ,x_{n})=f(x_{2},x_{1},\ldots ,x_{n})}.
La paire formée de {\displaystyle (1,2,\ldots ,n)} et {\displaystyle (1,2)} peut aussi être remplacée par n'importe quelle permutation circulaire et toute transposition d'éléments consécutifs dans ce cycle. 

## Propriétés
Lorsque les fonctions sont à valeurs réelles ou complexes, les fonctions symétriques forment une sous-algèbre de l'algèbre des fonctions à n variables, c'est-à-dire :
- la somme de deux fonctions symétriques est encore une fonction symétrique ;
- le produit de deux fonctions symétriques est encore une fonction symétrique.

Toute fraction rationnelle symétrique (sur un corps commutatif) est le quotient de deux polynômes symétriques.

## Symétrisation
Sur un corps de caractéristique 0, la symétrisation est la sommation d'une fonction sur toutes les permutations possibles de variables, pondérée par n!. C'est l'expression
{\displaystyle Sf(x_{1},\dotsc ,x_{n})={\frac {1}{n!}}\sum _{s\in S_{n}}f(x_{s(1)},\dotsc ,x_{s(n)})}.
Par construction, la fonction {\displaystyle Sf} est symétrique. L'opérateur de symétrisation {\displaystyle S} est une projection de l'espace des fonctions sur le sous-espace des fonctions symétriques.

## Extensions
Le théorème fondamental des polynômes symétriques, ou théorème de Newton, affirme que tout polynôme symétrique est un polynôme en les polynômes symétriques élémentaires ; il s'étend aux séries formelles. Des résultats analogues sont valables pour des fonctions continues, des fonctions holomorphes et des fonctions lisses (fonctions {\displaystyle C^{\infty }}). On a 
{\displaystyle f(x_{1},\ldots ,x_{n})=g(\sigma _{1}(x_{1},\ldots ,x_{n}),\ldots ,\sigma _{n}(x_{1},\ldots ,x_{n}))},
où les {\displaystyle \sigma _{i}} sont les fonctions symétriques élémentaires. 
Plus généralement, soit {\displaystyle G} un groupe compact opérant linéairement sur {\displaystyle \mathbb {R} ^{n}}, et soient {\displaystyle \rho _{1},\ldots ,\rho _{m}} des opérateurs homogènes générateurs de l'anneau des invariants {\displaystyle \mathbb {R} [x_{1},\dotsc ,x_{n}]^{G}}. Soit {\displaystyle \rho :\mathbb {R} ^{n}\to \mathbb {R} ^{m}} l'application {\displaystyle x\mapsto (\rho _{1}(x),\dotsc ,\rho _{m}(x))} correspondante. Alors l'application
{\displaystyle \rho ^{*}:C^{\infty }(\mathbb {R} ^{m})\to C^{\infty }(\mathbb {R} ^{n})^{G}}
est surjective, ce qui est le théorème fondamental pour les fonctions lisses invariantes. Ce résultat est basé sur le théorème de préparation de Malgrange, qui est un analogue {\displaystyle C^{\infty }} du théorème de préparation de Weierstrass.